# MOM (Nakanoまるのアルバム)
『MOM』（エムオーエム）は、Nakanoまるのデビュー・アルバム。2017年11月8日に花とポップスから発売された。

## 概要
「ミスiD2017」にて審査員特別賞を受賞したNakanoまるの全国デビュー作。
本作の収録曲のミュージック・ビデオの監督とアートワークは森岡千織によるもの。Nakanoまるは森岡に映像とアートワークの制作を依頼するためにクラウドファンディングを設立し、目標額に達成したことにより実現した。また、所属レーベル「花とポップス」の代表であるつるうちはなが、クリエイティブディレクターとして本作に携わっている。
タイトルの「MOM」は、「母」という意味を持つ英単語であると同時に、Nakanoまるが見つけた「マン・オブ・ザ・マッチ（Man of the Match）」という意味を持たせている。
11月29日にiTunesをはじめとした音楽配信サービスでの配信が開始され、12月11日にDAMにて収録曲「笑う女の子」、2018年3月8日に「メルヘンチックじゃない」「はんぶんこ」のカラオケ配信が開始された。
先着予約特典としてタワーレコード、HMV、ヴィレッジヴァンガードにて、店舗オリジナルポストカードと限定動画QRコードが付属された。ポストカードは本作のアートワークが使用され、限定動画は店舗ごとに異なる内容になっている。

## 収録曲
| 全作詞・作曲: Nakanoまる、全編曲: タカユキカトー。 |                            |            |            |      |
| #                                                  | タイトル                   | 作詞       | 作曲・編曲 | 時間 |
| 1.                                                 | 「笑う女の子」             | Nakanoまる | Nakanoまる | 2:43 |
| 2.                                                 | 「恋」                     | Nakanoまる | Nakanoまる | 3:25 |
| 3.                                                 | 「恋をした」               | Nakanoまる | Nakanoまる | 2:18 |
| 4.                                                 | 「猫にかまけて」           | Nakanoまる | Nakanoまる | 4:07 |
| 5.                                                 | 「よかった」               | Nakanoまる | Nakanoまる | 4:04 |
| 6.                                                 | 「からっぽ」               | Nakanoまる | Nakanoまる | 3:10 |
| 7.                                                 | 「メルヘンチックじゃない」 | Nakanoまる | Nakanoまる | 3:23 |
| 8.                                                 | 「やさしい」               | Nakanoまる | Nakanoまる | 5:56 |
| 9.                                                 | 「いい日」                 | Nakanoまる | Nakanoまる | 1:38 |
| 10.                                                | 「エンドロール」           | Nakanoまる | Nakanoまる | 3:53 |
| 11.                                                | 「はんぶんこ」             | Nakanoまる | Nakanoまる | 2:21 |
| 合計時間:                                          | 合計時間:                  | 36:58      |            |      |

## 曲解説
1. 笑う女の子
本作のリード曲。本作について「ちょっと暗くて、悲しい捻くれた歌詞でもポップなサウンドで歌いたいというのがずっと頭にあった。」とコメントしている。ポップな曲調については、「JUDY AND MARYやYUKI、椎名林檎の影響かも」とコメントしている[7]。
5月15日に発売された『鉄コンピ 金の卵編 Vol.3 ライブ盤』にはライブ音源が収録されている[8]。
ミュージック・ビデオは、歌詞にある「100のうち99は嘘、真実はいつでも1つ」から発案したもので、全編にわたって「99の嘘」を映像化している[1]。また、ゴリラ役で宮崎遼次郎、女の幽霊役でつるうちはなが出演している。
2018年12月2日に新宿Marbleで開催された「平成最後の花ポFES-花ポの天変地異-」では、The Broken TVがクイーンの「ウィ・ウィル・ロック・ユー」とのマッシュアップでカバーした[9]。
2. 恋
2018年11月11日に本作の発売1周年を記念してミュージック・ビデオが公開された[10]。
3. 恋をした
後のインタビューで、思い入れのある曲としてこの曲を挙げている[3]。
4. 猫にかまけて
2019年5月5日にNakanoまるの呼びかけにより提供された猫の写真や動画を用いたミュージック・ビデオが公開された[11]。
5. よかった
6. からっぽ
7. メルヘンチックじゃない
ミュージック・ビデオでは、Nakanoまるが浴槽内でずぶ濡れになった状態で登場している[12]。
8. やさしい
観劇をしていた際に悲しくなった気持ちからできあがった楽曲[13]。
9. いい日
10. エンドロール
11. はんぶんこ
本作に収録の楽曲で最も古く、弾き語りCD『One Take』[注釈 1]や『Nakanoまる』などの作品に収録されていた。歌詞はNakanoまるが姉とベーグルを食べることにハマっていて、冷凍庫が買いだめした冷凍のベーグルで溢れていたエピソードがモチーフになっている[14]。
ミュージック・ビデオは、タイトルに合わせて画面が2等分され、2人のNakanoまるが登場し、1950年代を彷彿させる双子コーディネートを披露している[15]。

## 参加ミュージシャン
- Nakanoまる：Vocal & Guitar
- タカユキカトー：Guitar, Bass, Percussion, Programming, Sound Produced & Engineering
- .com純：Drums（M1,2,5）
- 横山奈於（UlulU）：Drums（M8,9,11）